# Pieter Benjamin Johan Vegilin van Claerbergen (1808-1879)
Pieter Benjamin Johan Vegilin van Claerbergenn (Leeuwarden, 22 juni 1808 - Leeuwarden, 27 mei 1879) was een Nederlandse politicus.

## Familie
Vegilin van Claerbergen (ook: Vegelin van Claerbergen), lid van de familie Vegelin van Claerbergen, was een zoon van jhr. Valerius Lodewijk Vegilin van Claerbergen (1774-1844) en diens nicht Aurelia Anna Maria Vegilin van Claerbergen (1772-1843). Zijn vader was onder meer lid van de Provinciale Staten van Friesland en grietman van Haskerland, in 1814 werd hij bij Souverein Besluit benoemd onder de Edelen van Friesland.

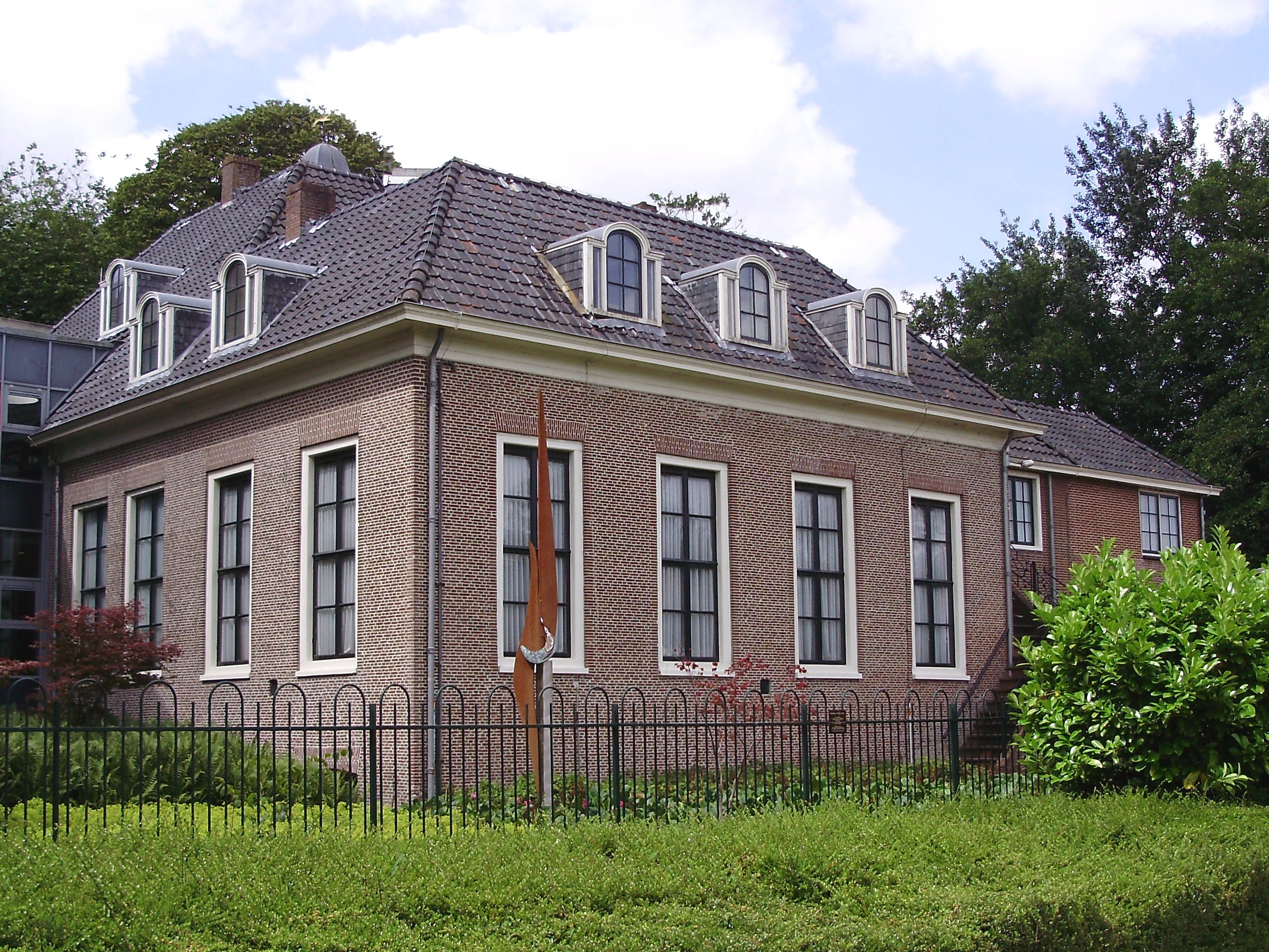
Herema State in 2008

Hij trouwde in 1834 met jkvr. Aurelia van Beyma (1815-1851). Uit dit huwelijk werden vijf zoons en zeven dochters geboren, onder wie Joachim Karel (1843-1902), burgemeester van Hemelumer Oldeferd, Westzaan en Wormerveer, Arent Johan (1850-1923), burgemeester van Haskerland en Petrus Johannes (1845-1918), directeur van het Kabinet der Koningin. Het gezin woonde op de Herema State onder Joure. Vijf jaar na het overlijden van zijn vrouw hertrouwde Vegilin van Claerbergen met jkvr. Jacoba Johanna van Haeften, vrouwe van Hindersteyn (1830-1913), lid van de familie Van Haeften. Uit dit huwelijk werden nog een dochter en een zoon geboren.

## Loopbaan
Vegilin van Claerbergen studeerde vanaf 1827 Romeins en hedendaags recht aan de Leidse Hogeschool en vervolgde zijn studie in 1828 aan Rijkshogeschool in Groningen, waar hij 1833 promoveerde. Twee jaar later volgde hij zijn vader op als grietman van Haskerland (1835-1844). Van 18 oktober 1842 tot 7 juni 1843 was hij lid van de Tweede Kamer der Staten-Generaal. Hij nam in 1843 ontslag als Kamerlid, omdat particuliere zaken (ziekte van zijn vader) hem verhinderde de zittingen bij te wonen. In 1844 nam hij ook ontslag als grietman.
Na zijn vaders overlijden werd hij verkozen tot lid van de Provinciale Staten van Friesland (1845-1856), eerst voor de Ridderschap, vanaf 1850 voor het kiesdistrict Sneek. In 1848 was Vegilin van Claerbergen buitengewoon lid van de Tweede Kamer der Staten-Generaal. Hij voerde daar het woord bij de algemene beschouwingen over de Grondwetsherziening en zond een nota in over het wetsvoorstel m.b.t. de bepalingen over de herzieningsprocedure van de Grondwet. Hij stemde vóór alle voorstellen tot Grondwetsherziening.
Van 1850 tot 1853 was hij lid van de Gedeputeerde Staten van Friesland en van 14 februari 1856 tot 20 september 1858 opnieuw lid van de Tweede Kamer. Van 1859 tot aan zijn overlijden was hij wederom lid van de Provinciale Staten van Friesland.
- Biografisch Portaal: 04608972
- Gemeinsame Normdatei: 121440583
- International Standard Name Identifier: 0000 0000 1590 3801
- Nederlandse Thesaurus van Auteursnamen: 160334195
- Parlement.com: vg09llbekmzh
- Virtual International Authority File: 22997341
- WorldCat: E39PBJwhxjtgxJDj8qqVPQRtKd